# Viglua machadoi
Viglua machadoi is een hooiwagen uit de familie Assamiidae.